# Nethuns
Nethuns – etruski bóg studni i źródeł, później wszystkich wód. Nazwa najpewniej pochodzi od celtyckiego boga wód Nechtan. Wspominany jest na Wątrobie Piacenza z III w. p.n.e. (model wątroby owcy wykonany z brązu). Jego imię wypisane też zostało na lustrze etruskim, znajdującym się w Museo Gregoriano w Watykanie.